# Aconitum loczyanum
Aconitum loczyanum är en ranunkelväxtart som beskrevs av Rapaics. Aconitum loczyanum ingår i släktet stormhattar, och familjen ranunkelväxter. Inga underarter finns listade i Catalogue of Life.

## Bildgalleri

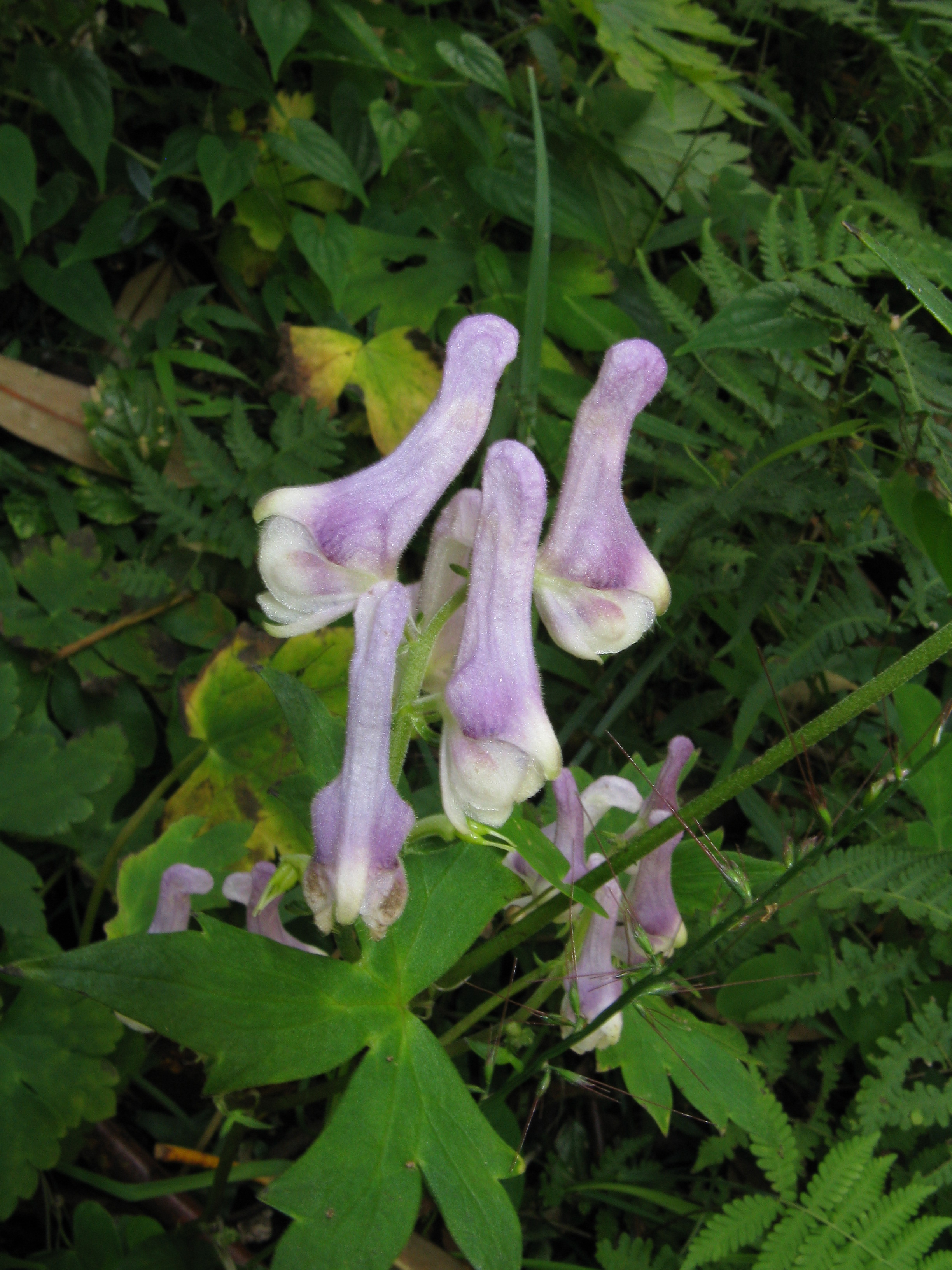